# Dimokratikon Ethnikon Komma
Dimokratikon Ethnikon Komma (griechisch Δημοκρατικόν Εθνικόν Κόμμα ‚Demokratische Nationalpartei‘, kurz DEK) war eine politische Partei in der Republik Zypern, die die Vereinigung Zyperns mit Griechenland unterstützte. Die Partei war stark konservativ und stellte sich gegen die Politik von Präsident Makarios III., insbesondere in Bezug auf die Lösung der bikommunalen Probleme.

## Geschichte
Die Partei wurde im Mai 1968 gegründet, unter der Führung von Takis Evdokas, einem Gegenkandidaten des Erzbischofs Makarios bei den Präsidentschaftswahlen in der Republik Zypern 1968. Evdokas repräsentierte eine politische Strömung, die als „unionistisch“ oder „anti-makariatische rechte Fraktion“ bzw. „rechtsextrem“ bezeichnet wurde. Diese Fraktion setzte sich für die Fortsetzung der Politik der Vereinigung mit Griechenland ein.
Bei den Parlamentswahlen in der Republik Zypern 1970 im Juli erhielt die Partei 19.655 Stimmen, was 9,80 % entsprach. Aufgrund des Mehrheitswahlrechts konnte sie jedoch keine Abgeordneten ins Parlament entsenden.
Bei den Parlamentswahlen in der Republik Zypern 1976 trat sie in einer gemeinsamen Liste mit der Dimokratikos Synagermos an, konnte jedoch aufgrund des Wahlsystems keine Abgeordneten stellen.
Nach 1972 wurde die Partei zunehmend inaktiv, und Evdokas trat 1973 zurück. Nach der türkischen Invasion 1974 änderte die Partei ihre Haltung zur Enosis und plädierte für eine unabhängige und demokratische Republik.
Im Jahr 1977 fusionierte sie mit der Dimokratikos Synagermos.